# Moby Dick (film, 1956)
Moby Dick är en långfilm från 1956 regisserad av John Huston, baserad på romanen med samma namn av Herman Melville. Gregory Peck spelar rollen som Kapten Ahab.

## Handling
Filmen handlar om Ishmael som går till sjöss och hamnar på valfångstfartyget Pequod. Fartygets beryktade kapten, Ahab, håller sig osynlig tills han en dag kommer ut på däck. Han samlar besättningen och vinner deras stöd att delta i hans personliga hämnd på Moby Dick, den vita valen.

## Rollista i urval
- Gregory Peck - Kapten Ahab
- Richard Basehart - Ishmael
- Leo Genn - Starbuck
- James Robertson Justice - Kapten Boomer
- Harry Andrews - Stubb
- Bernard Miles - The Manxman
- Noel Purcell - Timmermannen
- Edric Connor - Daggoo
- Mervyn Johns - Peleg
- Joseph Tomelty - Peter Coffin
- Francis de Wolff - Kapten Gardiner
- Philip Stainton - Bildad
- Royal Dano - Elijah
- Seamus Kelly - Flask
- Friedrich von Ledebur - Queequeg
- Orson Welles - Fader Mapple